# Yttre Munkhyttans naturreservat
Yttre Munkhyttans naturreservat är ett naturreservat i Lindesbergs kommun i Örebro län.
Området är naturskyddat sedan 2024 och är 77 hektar stort. Reservatet ligger nordväst om Guldsmedshyttan och omger det sedan tidigare bildade fjärilsreservatet Munkhyttan. Det består i huvudsak barrskog på småkuperad terräng